# 스톡홀름주

스톡홀름 주의 문장

스톡홀름 주의 위치

스톡홀름주(스웨덴어: Stockholms län)는 스웨덴 동부 연안에 위치한 주로 주도는 스웨덴의 수도인 스톡홀름이며 면적은 6,519km2, 인구는 1,932,763명(2007년 기준)이다. 북서쪽으로는 웁살라주, 서쪽으로는 멜라렌호, 남서쪽으로는 쇠데르만란드주와 접하며 동쪽으로는 발트해와 접한다.

## 자치시

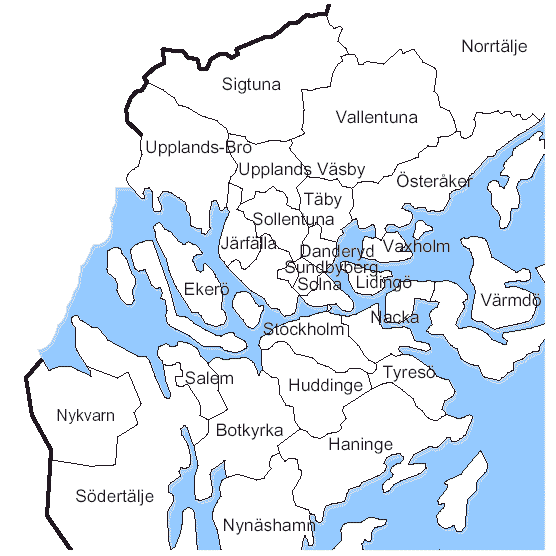
스톡홀름 주의 자치시

스톡홀름주는 26개 자치시로 구성되어 있다.
- 봇쉬르카시 (Botkyrka)
- 단데뤼드시 (Danderyd)
- 에케뢰시 (Ekerö)
- 하닝에시 (Haninge)
- 후딩에시 (Huddinge)
- 예르펠라시 (Järfälla)
- 리딩예시 (Lidingö)
- 나카시 (Nacka)
- 노르텔리에시 (Norrtälje)
- 뉘크바른시 (Nykvarn)
- 뉘네스함시 (Nynäshamn)
- 살렘시 (Salem)
- 시그투나시 (Sigtuna)
- 솔렌투나시 (Sollentuna)
- 솔나시 (Solna)
- 스톡홀름시 (Stockholm)
- 순드뷔베리시 (Sundbyberg)
- 쇠데르텔리에시 (Södertälje)
- 튀레쇠시 (Tyresö)
- 테뷔시 (Täby)
- 우플란스브로시 (Upplands-Bro)
- 우플란스베스뷔시 (Upplands-Väsby)
- 발렌투나시 (Vallentuna)
- 박스홀름시 (Vaxholm)
- 베름되시 (Värmdö)
- 외스테로케르시 (Österåker)